# Poizdów
Poizdów – wieś w Polsce położona w województwie lubelskim, w powiecie lubartowskim, w gminie Kock.
| SIMC    | Nazwa      | Rodzaj  |
| ------- | ---------- | ------- |
| 0383308 | Lebiedziów | kolonia |

Wieś stanowi sołectwo gminy Kock. Według Narodowego Spisu Powszechnego (III 2011 r.) wieś liczyła 354 mieszkańców.
Miejscowość jest siedzibą parafii rzymskokatolickiej Narodzenia św. Jana Chrzciciela, należącej do metropolii lubelskiej, diecezji siedleckiej, dekanatu Adamów.
Dawniej nosiła nazwę Pogwizdów, wieś szlachecka położona była w drugiej połowie XVI wieku w ziemi stężyckiej. Własność Dobiesława Korozwęckiego, następnie Zegrzyńskich. Wieś wchodziła  w skład klucza kockiego księżnej Anny Jabłonowskiej. 
W czasie wojny obronnej 1939 r. w okolicach wsi miały miejsce działania zbrojne Samodzielnej Grupy Operacyjnej „Polesie” i epizody bitwy pod Kockiem.
W latach 1954-1968 wieś była siedzibą gromady Poizdów, po jej zniesieniu w gromadzie Kock. W latach 1975–1998 miejscowość administracyjnie należała do ówczesnego województwa lubelskiego.